# Pepper Ann
Pepper Ann est une série télévisée d'animation américaine en 65 épisodes de 22 minutes créée par Sue Rose et diffusée entre le 13 septembre 1997 et le 18 novembre 2001 dans le cadre du Disney's One Saturday Morning sur le réseau ABC.
Elle a été diffusée en France à partir du 10 janvier 1999 sur TF1 dans le Club Disney ainsi que sur Disney Channel et en Belgique à partir de Septembre 2002 sur Club RTL dans l'émission Club Disney puis en 2004 dans Disney et Compagnie.

## Synopsis
Pepper Ann présente des personnages de dessins animés adolescents, élèves à la Hazelnut Middle School.
Sue Rose avait initialement créé la série pour la chaîne Nickelodeon.

## Personnages

### Personnages principaux
- Pepper Ann

### Personnages secondaires
- Milo : ami
- Nicky : amie
- Mousse : sœur
- Tante Jainie
- Lydia Pearson : mère de Pepper Ann

## Distribution

### Voix originales
- Kathleen Wilhoite : Pepper Ann Pearson
- Clea Lewis : Nicky Little
- Danny Cooksey : Milo Kamalani
- April Winchell : Lydia Pearson / Grandma Lilly / Ms. Stark
- Pamela Segall : Margaret Rose « Moose » Pearson
- Don Adams : Principal Hickey
- Susan Tolsky : Aunt Jainie Lilly Diggety
- Tino Insana : Uncle Jo Jo Diggety
- Jeff Bennett : Dieter Lederhosen / Pink-Eyed Pete / Craig Bean
- Jenna von Oy : Trinket St. Blair
- Kath Soucie : Cissy Rooney / Mrs. Little
- Cree Summer : Tessa & Vanessa James
- Lauren Tom : Alice Kane
- Luke Perry : Stewart Waldinger
- Kimmy Robertson : Gwen Mezzrow
- Candi Milo : Constance Goldman
- Adam Wylie : Crash
- Karen Duffy : Sketch
- Jim Cummings : Mr. Carter
- Don Lake : Mr. Finky
- Kathy Najimy : Coach Doogan
- James Avery : Mr. Clapper
- Maurice LaMarche : Chuck Pearson

### Voix françaises
- Barbara Delsol : Pepper Ann Pearson
- Noémie Orphelin : Nicky Little
- Pascal Grull : Milo Kamalani
- Josiane Pinson : Lydia Pearson
- Vanina Pradier : Moose Pearson
- Philippe Peythieu : Principal Hickey
- Marie-Christine Robert : Cissy Rooney
- Chantal Macé : Tessa et Vanessa James
- Sarah Marot : Alice Kane

## Épisodes

### Première saison (1997-1998)
1. Y'a pas photo (Ziterella)
2. Roméo et Juliette / Le génie de l'économie (Romeo and Juliet / Food Barn)
3. Les retrouvailles / La guerre des champions (Old Best Friend / Crunch Pod)
4. Moose est elle médium ? / Parent d’une poupée (Psychic Moose / Doll and Chain)
5. Pelouse et rollers / Voyage en famille (Megablades of Grass / Family Vacation)
6. La rançon de la gloire / Une usine modèle (The Big Pencil / Sani-Paper)
7. La révolte de Pepper Ann / Le rock de ma mère (Uniform Uniformity / Snot Your Mother's Music)
8. Un spectacle dans le vent (The Environ Mentals)
9. Béguin, chagrin / La saison du foot (Crush and Burn / Soccer Season)
10. Une surprise pour Thanksgiving (Thanksgiving Dad)
11. Une amitié loyale / Un viril Milo (Sketch 22 / Manly Milo)
12. Sans aucune surveillance / L'affaire de l'otarie (Have You Ever Been Unsupervised / The Unusual Suspects)
13. Ne comptez plus sur Nicky / Sans soutien pas moyen (Nicky Gone Bad / In Support of)

### Deuxième saison (1998-1999)
1. Le remue méninges / À bicyclette (Quiz Bowl / License to Drive)
2. Une retraite dorée / Le monstre aux yeux verts (Cocoon Gables / Green-Eyed Monster)
3. Un boulot formidable / S.O.S. chat perdu (Hazelnut's Finest / Cat Scan)
4. La mascotte de l'école / Des talents cachés (An OtterBiography / GreenSleeves)
5. Passe-moi les jumelles / Heureux qui communique (Vanessa Less Tessa / Peer Counselor P.A.)
6. Vive Halloween / Le fiancé de Pepper Ann (A 'Tween Halloween / Mash into Me)
7. Le nouvel arrivant / Conflit de génération (Presenting Stewart Waldinger / Pepper Ann's Life in a Nutshell)
8. Le prétendant de maman (Like Riding a Bike)
9. Tempête sur les ondes / Pris au piège (Radio Freak Hazelnut / Framed)
10. Blocage artistique / Solidarité féminine (Portrait of the Artist as a Young Milo / The Sisterhood)
11. Blagues à part / Une jeunesse mouvementée (Impractical Jokes / Cold Feet)
12. Pepper et son double / Un gros mensonge (Doppelganger Didi / Pepper Ann's Day Off-Kilter)
13. Chauve qui peut / Une fille à papa (A No Hair Day / That's My Dad)

### Troisième saison (1999-2000)
1. La comédie musicale (You Oughta Be in Musicals)
2. Racines indiennes / Le monde appartient aux filles (Dances with Ignorance / Girl Power)
3. L'honneur de Moose / Championne de foot (Beyond Good and Evel / One of the Guys)
4. Une histoire de poux / Une comique dans la famille (The Wash-Out / Def Comedy Mom)
5. Un premier rendez-vous / Une amitié encombrante (The First Date Club / Unicycle of Life)
6. Le Noël de Kosher (A Kosher Christmas)
7. Effie la tyrannique / Le film d'horreur (Effie Shrugged / Mama Knows What Pepper Ann Did Two Nights Ago)
8. Mouchas gracias / À la recherche d'un travail (The Spanish Imposition / Single Unemployed Mother)

### Quatrième saison (2000)
1. N'est pas critique qui veut / Une carrière toute tracée (Burn, Hazelnut, Burn / Career Daze)
2. Ça va barder / Mademoiselle Moose (G.I. Janie / Miss Moose)
3. Tremblement de terre à Hazelnut / Le procès (Pepper Shaker / Flaw and Order)
4. Un jouet en peluche / Le jardin du futur (Baggy Bean Buddies / The Beans of Wrath)
5. Le salon interdit (The Velvet Room)
6. Une femme en colère (One Angry Woman)
7. Le concert de rock / Cas de conscience (The Sellout / The Telltale Fuzzy)
8. La saint valentin (A Valentine's Day Tune)
9. Ni blanc, ni noir / Dossier scolaire (Sammy's Song / Permanent Record)
10. Se mettre au vert (Live and Let Dye)
11. Chacun ses goûts / Par égard pour  (Remote Possibilities / Considering Constance)
12. Bons baisers d'Hazelnut (To Germany with Love)
13. Au revoir Trinket / Le match du siècle (Bye, Bye Trinket / P.A.'s Pop Fly)
14. Telle mère, telle fille (My Mother, Myself)
15. Incroyable Becky (The Amazing Becky Little)
16. Milo et la célébrité / Devine qui vient au théâtre (The Untitled Milo Kamalani Project / Guess Who's Coming to the Theater)
17. Pepper Ann s'interroge / Tous pour un, un pour tous (The Great Beyond / Jaybirds of a Feather)
18. Les trois meilleurs amis (The Way They Were)

### Cinquième saison (2001)
1. Jay Raison n'a pas tort / Les relations filles-garçons (The One with Mr. Reason / Sense and Senselessness)
2. Falsification / Retour à la réalité (Forging Ahead / Reality Bytes)
3. Carmello / Un soutien efficace (Carmello / Strike It or Not)
4. La lutte pour le pouvoir (Complementary Colors)
5. Rêve ou réalité (The Merry Lives of Pepper Ann)
6. Résultats moyens / Alice Kane s'en va à Calcuta (A Is for Average / Alice Kane Went Down To Calcutta)
7. Le piment de la vie / Ras le bol (Spice of Life / T.G.I.F)
8. Chère Debby / La mère et la fille (Dear Debby / Too Cool to Be Mom)
9. Moose est amoureuse / Le bon plan de Pepper Ann (Moose in Love / Two's Company)
10. Milo change d'école / Mama destructo (Zen and the Art of Milo / That's My Mama Destructo)
11. Les malheureux campeurs / Qui est Pepper Ann Pearson ? (Unhappy Campers / The Search for Pepper Ann Pearson)
12. Chercher le mot / Le couple parfait (The Word / The Perfect Couple)
13. Souvenirs (The Finale)